# Amata cerbera
Amata cerbera is een vlinder uit de familie van de spinneruilen (Erebidae) en de onderfamilie van de beervlinders (Arctiinae). De wetenschappelijke naam werd gepubliceerd in 1764 door Carl Linnaeus.
De nachtvlinder komt voor in tropisch Afrika.